# Lena Anthem
"Lena Anthem", Mitt namn är Lena Philipsson, är en poplåt skriven av Orup och framförd av Lena Philipsson på bland annat singelskiva och på hennes musikalbum Det gör ont en stund på natten men inget på dan. Melodin till "Dansa i neon" används under ett parti i låten.

## Singel
Singeln placerade sig som bäst på 4:e plats på försäljningslistan över singlar i Sverige.

## Listplaceringar
Melodin testades på Tracks, där den låg i sju veckor under perioden 23 oktober-27 november 2004, med sjundeplats som bästa placering där.
Melodin testades på Svensktoppen, där den låg i sju veckor under perioden 28 november 2004-9 januari 2005, med tredjeplats som bästa placering där.

## Övrigt
I sångtexten påpekas att hon "inte é nån vanlig Söderberg eller Eriksson". Under sin karriär har hon arbetat med låtskrivarna Torgny Söderberg och Thomas "Orup" Eriksson.

## Listplacering
| Lista (2004–2005) | Topplacering |
| ----------------- | ------------ |
| Sverige           | 4            |

### Fotnoter
1. ↑  ”Listplacering”. http://hitparad.se/showitem.asp?interpret=Lena+Philipsson&titel=Lena+Anthem&cat=s. Läst 5 april 2012.